# 初恋 (aikoの曲)
「初恋」（はつこい）は、aikoのメジャー通算7枚目のシングルで、ポニーキャニオンから2001年2月21日に発売。

## 概要
- 前作「ボーイフレンド」から約5ヶ月ぶりに発売されたシングル。
- シングルでは自己最高の初動売上を記録した作品で、累計売上は「ボーイフレンド」に次いで2番目となっている。
- 「初恋」は、aikoが東京に上京して地元にいる恋人の事を綴った曲である。
- 「アスパラ」のタイトルに用いられた「アスパラ」は、aiko曰く「学生時代、自分のお弁当のおかずによく入っていたもの」と明かしているが、aiko自身アスパラは好物ではないとのこと[1]。
- 初回限定盤のみカラートレイ仕様。このシングル以降、全てのシングルの初回限定盤は歌詞カードが8ページのブックレット仕様、通常盤は3つ折り仕様となっており(あしたの再発盤を除く)、全てのシングルとアルバムの初回限定盤は裏ジャケットが曲目以外一切の表記がない仕様となった(ブックレット内に移されている)。

## 曲目
1. 初恋
2. アスパラ
3. 脱出
4. 初恋（Instrumental version）

- 全曲作詞・作曲：AIKO　編曲：島田昌典